# Roslutsch
Roslutsch (ukrainisch und russisch Розлуч, polnisch Rozłucz) ist ein Dorf in der westukrainischen Oblast Lwiw mit etwa 1300 Einwohnern.
Es war das einzige Dorf in der gleichnamigen Landratsgemeinde im Rajon Turka.
Am 12. Juni 2020 wurde die Landratsgemeinde aufgelöst und der Stadtgemeinde Turka unterstellt, das Dorf wurde zugleich dem Rajon Sambir unterstellt.

## Geschichte
Der Ort wurde im Jahre 1511 von Borysz gegründet und wurde ursprünglich Borysowa Wola genannt. Im Jahre 1534 wurde die Orthodoxe Pfarrei errichtet. Der heutige Name erschien in der 2. Hälfte des 16. Jahrhunderts.
Bei der Ersten Teilung Polens kam Roslutsch 1772 zum neuen Königreich Galizien und Lodomerien des habsburgischen Kaiserreichs (ab 1804).
Im Jahre 1804 wurde dort eine Gruppe deutscher katholischer Kolonisten aus Schwaben angesiedelt und in den Jahren 1901–1902 eine römisch-katholische Kapelle aus Holz erbaut.
Im Jahre 1900 hatte die Gemeinde Rozłucz 206 Häuser mit 1328 Einwohnern, davon 1072 ruthenischsprachige, 221 deutschsprachige, 35 polnischsprachige, 1064 griechisch-katholische, 169 römisch-katholische, 95 Juden.
Nach dem Ende des Polnisch-Ukrainischen Kriegs 1919 kam Rozłucz zu Polen. Im Jahre 1921 hatte die Gemeinde Rozłucz 225 Häuser mit 1251 Einwohnern, davon 965 Ruthenen, 276 Polen, 10 anderen Nationalität, 1016 griechisch-katholische, 168 römisch-katholische, 67 Juden (Religion).
In der Zwischenkriegszeit entwickelte sich Roslutsch als Touristenort mit Sommerresidenzen, Gästehäuser, Schwimmbad und zwei Sprungschanzen.
Im Zweiten Weltkrieg gehörte es zuerst zur Sowjetunion und ab 1941 zum Generalgouvernement, ab 1945 wieder zur Sowjetunion, heute zur Ukraine. Im April 1944 wurden 15 Polen von ukrainischen Nationalisten getötet.

## Sehenswürdigkeiten
- Orthodoxe Kirche aus Holz, 1876 erbaut.
- Ehemalige römisch-katholische Kapelle aus Holz, 1901–1902 erbaut, seit 1937 Filialkirche der Pfarrei in Turka.
- Villas und Gästehäuser aus Holz im Zakopane-Stil.

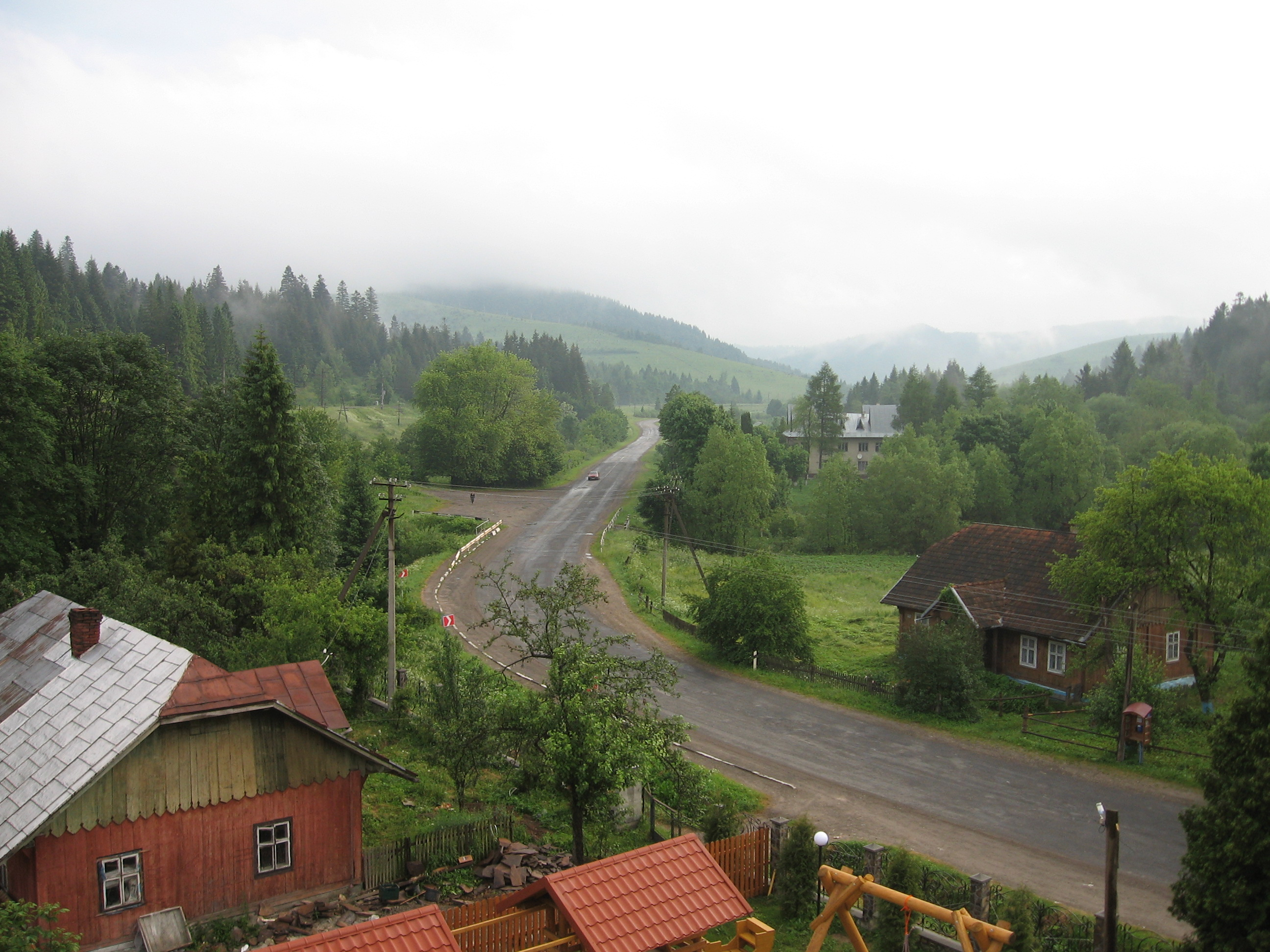
Roslutsch
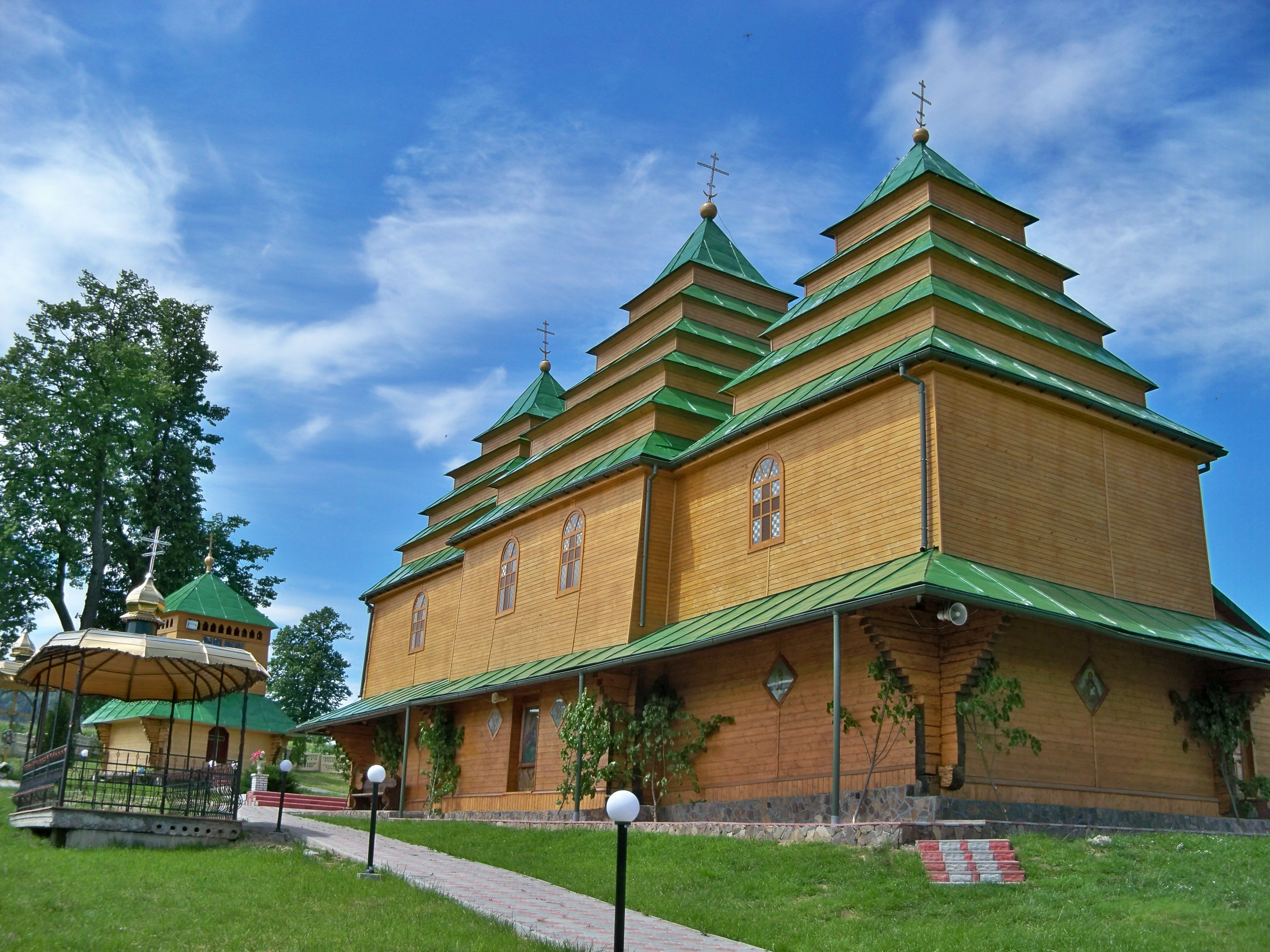
Orthodoxe Kirche
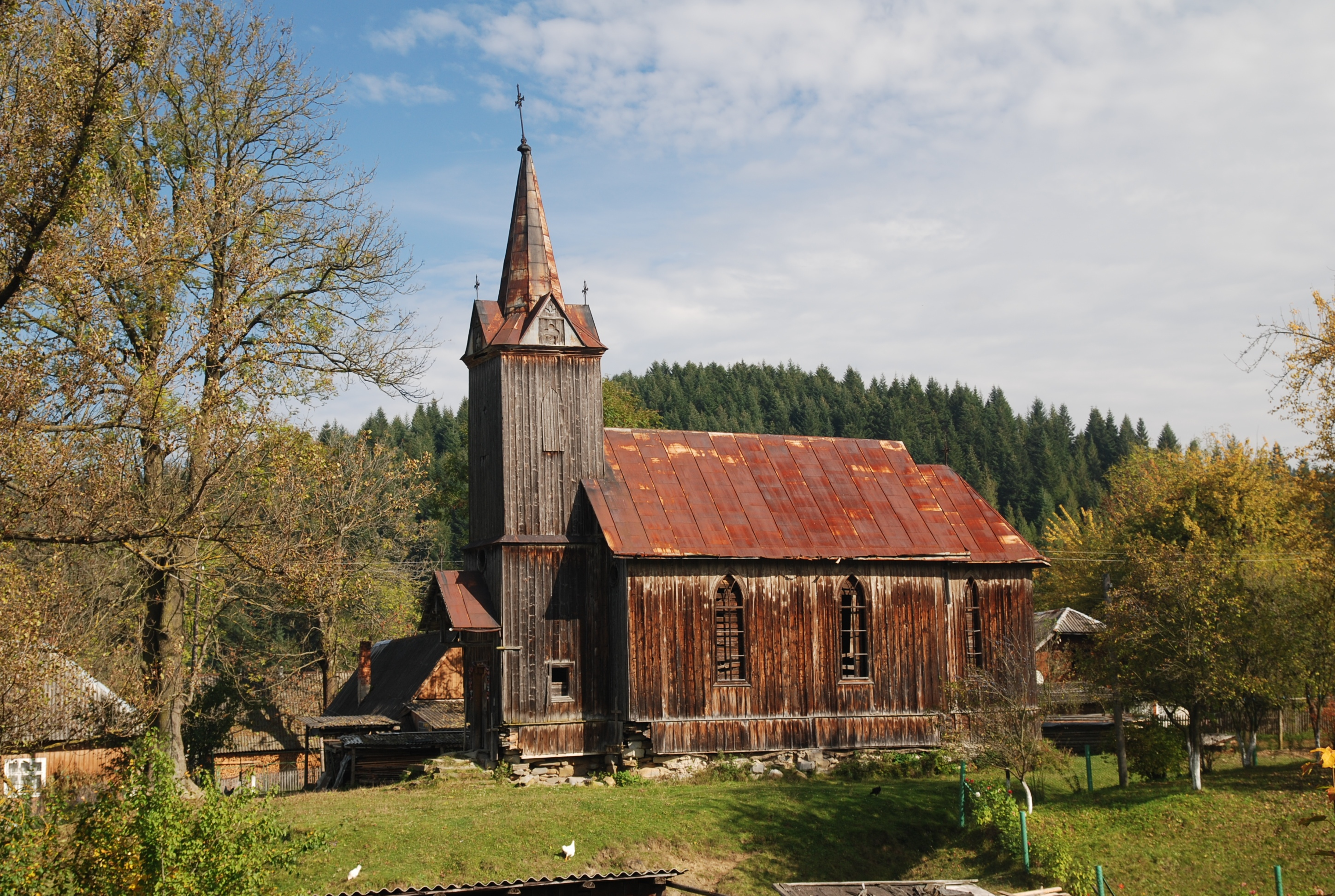
Römisch-katholische Kirche